# Tagir Chajboelajev
Tagir Chajboelajev (Russisch:Тагир Камалутдинович Хайбулаев) (Kizilyurt, 24 juli 1984) is een Russische judoka. Hij komt uit in de klasse half zwaargewicht. Hij werd olympisch kampioen en wereldkampioen.
In 2005 werd hij Russisch kampioen bij de neo-senioren. Een jaar later won hij een bronzen medaille op de Europese kampioenschappen voor neo-senioren. 
In 2009 won hij goud bij de Europese kampioenschappen in Tbilisi. In 2011 won hij bij de wereldkampioenschappen in Parijs een gouden medaille. Op de Olympische Zomerspelen 2012 in Londen won hij eveneens een gouden medaille. In de finale kwam hij uit tegen Naidangiin Tüvshinbayar uit Mongolië en won op ippon.
Hij is aangesloten bij Yavara Neva in Sint Petersburg.

## Titels
- Olympisch kampioen klasse tot 100 kg - 2012
- Wereldkampioen klasse tot 100 kg - 2011
- Europees kampioen klasse tot 100 kg - 2009

## Erelijst

### Olympische Spelen
- 2012:  Londen - klasse tot 100 kg

### WK
- 2011:  Parijs - klasse tot 100 kg

### EK
- 2010:  Cheboksary - klasse boven 90 kg (voor clubs)
- 2009:  Tbilisi - klasse tot 100 kg
- 2006:  Moskou - klasse tot 90 kg (U 23)

1972: Sjota Tsjotsjisjvili ·
1976: Kazuhiro Ninomiya ·
1980: Robert Van de Walle ·
1984: Ha Hyoung-zoo ·
1988: Aurélio Miguel ·
1992: Antal Kovács ·
1996: Paweł Nastula ·
2000: Kosei Inoue ·
2004: Ihor Makarov ·
2008: Tuvshinbayar Naidan · 
2012: Tagir Chajboelajev · 
2016: Lukáš Krpálek · 
2020: Aaron Wolf · 
2024: Zelym Kotsoiev